# Карри, Сет
Сет Адам Карри (англ. Seth Adham Curry; род. 23 августа 1990 года в Шарлотте, штат Северная Каролина, США) — американский профессиональный баскетболист, выступающий за клуб НБА «Шарлотт Хорнетс». На драфте НБА 2013 года не был выбран ни одним из клубов. В составе юношеской сборной США стал чемпионом мира среди юношей до 19 лет 2009 года в Новой Зеландии. Играет на позициях атакующего защитника и разыгрывающего защитника.

## Ранние годы
Отец Сета, Делл Карри, бывший профессиональный баскетболист, 16 лет проведший в различных клубах НБА, в настоящее время является комментатором на матчах «Шарлотт Хорнетс». Мать Сета, Соня, играла за волейбольную команду Политехнического университета Виргинии. Старший брат Сета, Стефен Карри, является игроком «Голден Стэйт Уорриорз».
Сет окончил среднюю школу Шарлотты в 2008 году, как и старший брат и где его отец провёл 10 лет, выступая за команду «Шарлотт Хорнетс». В составе школьной команды Карри включался в символические сборные конференции и штата. Карри набирал среднем 22,3 очка, 5 подбора и 5 передач. Процент попаданий с игры у Карри составил 52, в то время как трехочковые броски он реализовывал с процентом 49.

## Студенческая карьера
После окончания школы Сет продолжил обучение в университете Либерти, Вирджиния). В свой первый сезон, он возглавил рейтинг первокурсников США набирая в среднем 20,2 очков за игру. После сезона 2008/09 годов Карри перевелся из университета Либерти в Университет Дьюка. По правилам NCAA, ему пришлось пропустить один сезон, так Карри провел сезон 2009/10 вне баскетбола. За «Дьюк» он играл под номером 30, как его брат, Стефен Карри. Как студент-второкурсник, Карри стал играть в стартовой пятёрке «Голубых Дьяволов», после тяжелой травмы ноги первокурсника Кайри Ирвинга. В игре против университета Майами, Карри стал самым результативным игроком команды с 17 очками при 57 % реализации за 22 минуты проведенных на площадке. Он набрал рекордные 22 очка в игре против Северной Каролины 9 февраля 2011 года. На 29 декабря 2012 он набрал рекордные в карьере 31 очка в матче против колледжа Санта-Клары. В последний университетский год он реализовывал трёхочковые с процентом — 46,5 % и при этом набирал по 17,5 очка в среднем за игру.
В 2013 году Карри был включён во вторую символическую сборную лучших игроков студенческого чемпионата США.

## Профессиональная карьера

### Санта-Круз Уорриорз (2013—2014)
После окончания обучения в колледже Карри выставил свою кандидатуру на драфте НБА 2013 года, однако не был выбран. 23 августа 2013 года Карри подписал негарантированный контракт с клубом «Голден Стэйт Уорриорз», однако 25 октября команда отказалась от его услуг. 6 ноября он был приобретён клубом «Санта-Круз Уорриорз», выступающим в лиге развития НБА. 

### Мемфис Гриззлис (2013—2014)
24 декабря 2013 года Карри подписал контракт с командой «Мемфис Гриззлис». 5 января 2014 года Карри дебютировал в НБА и в тот же день был отчислен «Гриззлис».

### Возвращение в Санта-Круз (2014)
Через четыре дня Карри вновь перешел в «Санта-Крус Уорриорз». 3 февраля 2014 года Карри был включен в состав команды «Будущие звезды» для участия в Игре всех звезд Джи-лиги НБА 2014.

### Кливленд Кавальерс (2014)
21 марта 2014 года Карри подписал 10-дневный контракт с «Кливленд Кавальерс». На следующий день он принял участие в своей второй игре в НБА, набрав три очка за девять минут игры против «Хьюстон Рокетс». «Кавальерс» решили не предлагать Карри второй 10-дневный контракт, и на следующий день он вернулся в «Санта-Круз». Карри закончил сезон 2013/14 НБА в Джи-Лиге со средними показателями 19,7 очка, 3,1 подбора, 5,8 передачи и 1,4 перехвата за 38 игр.
Во время игры в «Санта-Круз» Карри играл на задней линии вместе с Майклом Томпсоном. В то же время их братья, Стефен Карри и Клэй Томпсон, играли вместе в бэккорте «Голден Стэйт» в тандеме, прозванном «Сплэш бразерс».

### Эри Бэйхокс (2014—2015)
В июле 2014 года Карри присоединился к «Орландо Мэджик» для участия в Летней лиге Орландо и «Финикс Санз» для участия в Летней лиге Лас-Вегаса. 29 сентября 2014 года он подписал контракт с «Мэджик». 7 октября 2014 года права на Карри в Джи-лиге были приобретены дочерней командой «Мэджик», «Эри Бэйхокс», в результате сделки с «Санта-Круз Уорриорз». Это было сделано в рамках подготовки к возвращению Карри в Джи-лигу после тренировочного лагеря, так как «Мэджик» теперь могли отправить его в свою дочернюю команду вместо того, чтобы Карри вернулся в «Санта-Круз». Как и ожидалось, «Мэджик» отказались от Карри по окончании тренировочного лагеря 25 октября, а через пять дней он был приобретен командой «Эри Бэйхокс» к началу тренировочного лагеря Джи-лиги. В своем дебюте за «Эри» в открытии сезона 14 ноября Карри набрал 23 очка при 9 из 24 попаданий в победе над «Айдахо Стампид». 4 февраля 2015 года он во второй раз в своей карьере был включен в состав команды «Будущие звезды» на Игру всех звезд Джи-лиги НБА 2015.

### Финикс Санз (2015)
11 марта 2015 года Карри подписал 10-дневный контракт с «Финикс Санз». В тот же день он дебютировал в составе «Санз» в победе над «Миннесотой Тимбервулвз» со счетом 106-97.

### Возвращение в Эри (2015)
После того как 21 марта истек 10-дневный контракт Карри с «Санз», он вернулся в «Бэйхокс». В 43 матчах за «Эри» в сезоне 2014/15 он набирал в среднем 23,8 очка, 3,9 подбора, 4,2 передачи и 1,4 перехвата за игру.

### Сакраменто Кингз (2015—2016)
В июле 2015 года Карри присоединился к команде «Нью-Орлеан Пеликанс» для участия в Летней лиге НБА 2015 года. Набирая в среднем 24,3 очка за игру в Лас-Вегасе, Карри был включен в первую сборную Летней лиги НБА. 22 июля 2015 подписал двухлетний контракт на 2 млн. долларов с «Сакраменто Кингз». Карри считается «атакующим защитником, запертым в теле разыгрывающего», его трехочковые броски стали ключевой причиной, по которой «Кингз» подписали с ним контракт, так как трехочковые броски долгое время были «ахиллесовой пятой» «Кингз». Он дебютировал за «Кингз» 30 октября, набрав два очка, сделав один подбор и одну передачу в победе над «Лос-Анджелес Лейкерс» со счетом 132-114. 28 ноября он набрал 9 очков при 3 из 3 попаданий с трехочковой дистанции в поражении от «Голден Стэйт Уорриорз». 26 февраля 2016 года Карри сыграл несколько минут в матче с «Лос-Анджелес Клипперс» из-за травмы стартового разыгрывающего Рэджона Рондо, выбывшего из игры. За 26 минут он набрал 19 очков и 4 подбора. 25 марта он впервые в карьере вышел в старте, набрав 12 очков за 26 минут в матче с «Финикс Санз». Три дня спустя, в своем третьем старте в НБА, Карри набрал 21 очко в проигрыше от «Портленд Трэйл Блэйзерс» со счетом 93-105. 1 апреля он повторил свой карьерный максимум, набрав 21 очко в игре против «Майами Хит». 9 апреля он забросил шесть трехочковых и набрал 20 очков при 6 из 10 бросков со скамейки запасных в победе над «Оклахома-Сити Тандер» со счетом 114-112. Два дня спустя он сделал свой первый в карьере дабл-дабл, набрав 20 очков и 15 передач за максимальные в карьере 38 минут игры в качестве стартового разыгрывающего, что помогло «Кингз» победить «Финикс Санз» со счетом 105-101.
По окончании сезона 2015/16 Карри отказался от опции игрока на сезон 2016/17 стоимостью 1 млн долларов, чтобы стать неограниченно свободным агентом. 27 июня 2016 года «Кингз» сделали Карри квалификационное предложение, но 3 июля команда отозвала свое квалификационное предложение, сделав Карри неограниченно свободным агентом.

### Даллас Маверикс (2016—2018)
15 июля 2016 года Карри подписал контракт с «Даллас Маверикс». Он дебютировал за «Маверикс» в матче-открытии сезона 26 октября против «Индианы Пэйсерс». За 16 минут со скамейки запасных он набрал семь очков, три подбора, одну передачу и три перехвата в проигрыше 121-130. 8 ноября он набрал максимальные в карьере 23 очка в победе над «Лос-Анджелес Лейкерс» (109-97). Он повторил этот результат 21 ноября, набрав 23 очка с пятью трехочковыми, выйдя в стартовом составе в поражении 91-96 от «Сан-Антонио Сперс». В начале декабря Карри пропустил четыре игры из-за растяжения связок правого колена. 29 января 2017 года он набрал 24 очка и 10 подборов, одержав победу над «Сан-Антонио» со счетом 105-101. 24 февраля 2017 года он установил новый карьерный максимум, набрав 31 очко в матче с «Миннесотой Тимбервулвз» (97-84). Три дня спустя он набрал 29 очков и забросил пять трехочковых в матче с «Майами Хит» (96-89).
7 октября 2017 года Карри выбыл на неопределенный срок после того, как у него была диагностирована стрессовая реакция левой голени. 6 февраля 2018 года он выбыл на весь сезон после того, как было установлено, что ему требуется операция на левой голени.

### Портленд Трэйл Блэйзерс (2018—2019)
6 июля 2018 года Карри подписал двухлетний контракт с «Портленд Трэйл Блэйзерс», который включал опцию игрока на второй год. 26 января 2019 года он набрал 22 очка в победе над «Атлантой Хокс» со счетом 120-111. 5 февраля он был выбран для участия в конкурсе трехочковых в рамках Всезвездного уикэнда. 9 марта он набрал 22 очка в победе над «Финикс Санз» со счетом 127-120. Затем Карри вышел в плей-офф НБА 2019 года с «Портлендом» и дошел до финала Западной конференции, где встретился со своим братом Стефом и «Голден Стэйт Уорриорз», которые разгромили их 0-4 и выбили из плей-офф. Это стало первым случаем, когда братья столкнулись друг с другом в серии плей-офф НБА.

### Даллас Маверикс (2019—2020)
10 июля 2019 года он подписал четырехлетний контракт с «Даллас Маверикс». 28 февраля 2020 года Карри набрал максимальные в карьере 37 очков, реализовав 13 из 15 бросков и 8 из 9 с трехочковой дистанции в матче с «Майами Хит» (126-118).

### Филадельфия Севенти Сиксерс (2020—2022)
18 ноября 2020 года был обменян в «Филадельфию Севенти Сиксерс», взамен клуб «Даллас Маверикс» получил Джоша Ричардсона и драфт права на Тайлера Бея (36-й пик). 16 июня 2021 года, во втором раунде плей-офф, Карри набрал 36 очков в проигранной 5 игре против «Атланты Хокс».

### Бруклин Нетс (2022—2023)
10 февраля 2022 года Карри был обменян вместе с Беном Симмонсом, Андре Драммондом и двумя будущими выборами первого раунда драфта в «Бруклин Нетс» на Джеймса Хардена и Пола Миллсэпа. В своем дебюте за «Нетс» 14 февраля Карри возглавил команду по набранным очкам с 23 очками в победе над «Сакраменто Кингз» и помог команде прервать 11-матчевую серию поражений. 9 мая он перенес операцию на левой лодыжке.

### Даллас Маверикс (2023—2024)
14 июля 2023 года Карри в третий раз в своей карьере подписал контракт с «Даллас Маверикс». 

### Шарлотт Хорнетс (2024—настоящее время)
8 февраля 2024 года Карри был обменян в «Шарлотт Хорнетс» вместе с Грантом Уильямсом и пиком первого раунда 2027 года на Пи Джей Вашингтона и два будущих пика второго раунда. 28 июня 2024 года он был отчислен «Хорнетс». Однако 15 июля 2024 года он был вновь подписан на один год. 24 октября 2024 года Карри набрал максимальные в сезоне 15 очков в матче с «Майами Хит».

## Личная жизнь
14 сентября 2019 года Карри женился на бывшей профессиональной волейболистке Кэлли Риверс, дочери его бывшего главного тренера Дока Риверса и сестре его бывшего товарища по команде «Дьюк» Остина Риверса. Их дочь родилась в мае 2018 года. В ноябре 2021 года она родила второго ребенка, сына. Старший брат Карри, Стефен, является разыгрывающим защитником команды  «Голден Стэйт Уорриорз» и выиграл четыре чемпионата.

## Статистика

### Статистика в НБА
| Сезон                                                                                    | Команда     | Регулярный сезон | Регулярный сезон | Регулярный сезон | Регулярный сезон | Регулярный сезон | Регулярный сезон | Регулярный сезон | Регулярный сезон | Регулярный сезон | Регулярный сезон | Регулярный сезон | Серия плей-офф | Серия плей-офф | Серия плей-офф | Серия плей-офф | Серия плей-офф | Серия плей-офф | Серия плей-офф | Серия плей-офф | Серия плей-офф | Серия плей-офф | Серия плей-офф |
| Сезон                                                                                    | Команда     | GP               | GS               | MPG              | FG%              | 3P%              | FT%              | RPG              | APG              | SPG              | BPG              | PPG              | GP             | GS             | MPG            | FG%            | 3P%            | FT%            | RPG            | APG            | SPG            | BPG            | PPG            |
| ---------------------------------------------------------------------------------------- | ----------- | ---------------- | ---------------- | ---------------- | ---------------- | ---------------- | ---------------- | ---------------- | ---------------- | ---------------- | ---------------- | ---------------- | -------------- | -------------- | -------------- | -------------- | -------------- | -------------- | -------------- | -------------- | -------------- | -------------- | -------------- |
| 2013/14                                                                                  | Мемфис      | 1                | 0                | 4,0              | -                | -                | -                | 0,0              | 0,0              | 0,0              | 0,0              | 0,0              | Не участвовал  | Не участвовал  | Не участвовал  | Не участвовал  | Не участвовал  | Не участвовал  | Не участвовал  | Не участвовал  | Не участвовал  | Не участвовал  | Не участвовал  |
| 2013/14                                                                                  | Кливленд    | 1                | 0                | 9,0              | 33,3             | 100,0            | -                | 1,0              | 0,0              | 2,0              | 0,0              | 3,0              | Не участвовал  | Не участвовал  | Не участвовал  | Не участвовал  | Не участвовал  | Не участвовал  | Не участвовал  | Не участвовал  | Не участвовал  | Не участвовал  | Не участвовал  |
| 2014/15                                                                                  | Финикс      | 2                | 0                | 4,0              | 0,0              | 0,0              | -                | 1,0              | 0,5              | 0,0              | 0,0              | 0,0              | Не участвовал  | Не участвовал  | Не участвовал  | Не участвовал  | Не участвовал  | Не участвовал  | Не участвовал  | Не участвовал  | Не участвовал  | Не участвовал  | Не участвовал  |
| 2015/16                                                                                  | Сакраменто  | 44               | 9                | 15,7             | 45,5             | 45,0             | 83,3             | 1,4              | 1,5              | 0,5              | 0,1              | 6,8              | Не участвовал  | Не участвовал  | Не участвовал  | Не участвовал  | Не участвовал  | Не участвовал  | Не участвовал  | Не участвовал  | Не участвовал  | Не участвовал  | Не участвовал  |
| 2016/17                                                                                  | Даллас      | 70               | 42               | 29,0             | 48,1             | 42,5             | 85,0             | 2,6              | 2,7              | 1,1              | 0,1              | 12,8             | Не участвовал  | Не участвовал  | Не участвовал  | Не участвовал  | Не участвовал  | Не участвовал  | Не участвовал  | Не участвовал  | Не участвовал  | Не участвовал  | Не участвовал  |
| 2018/19                                                                                  | Портленд    | 74               | 2                | 18,9             | 45,6             | 45,0             | 84,6             | 1,6              | 0,9              | 0,5              | 0,2              | 7,9              | 16             | 0              | 20,4           | 36,6           | 40,4           | 81,8           | 1,6            | 0,8            | 0,8            | 0,3            | 5,6            |
| 2019/20                                                                                  | Даллас      | 64               | 25               | 24,6             | 49,5             | 45,2             | 82,5             | 2,3              | 1,9              | 0,6              | 0,1              | 12,4             | 6              | 0              | 28,8           | 58,5           | 47,6           | 100,0          | 1,8            | 1,3            | 1,0            | 0,0            | 12,8           |
| 2020/21                                                                                  | Филадельфия | 57               | 57               | 28,7             | 46,7             | 45,0             | 89,6             | 2,4              | 2,7              | 0,8              | 0,1              | 12,5             | 12             | 12             | 31,8           | 57,8           | 50,6           | 78,9           | 2,3            | 2,3            | 0,8            | 0,3            | 18,8           |
| 2021/22                                                                                  | Филадельфия | 45               | 45               | 34,8             | 48,5             | 40,0             | 87,7             | 3,4              | 4,0              | 0,8              | 0,2              | 15,0             | Не участвовал  | Не участвовал  | Не участвовал  | Не участвовал  | Не участвовал  | Не участвовал  | Не участвовал  | Не участвовал  | Не участвовал  | Не участвовал  | Не участвовал  |
| 2021/22                                                                                  | Бруклин     | 19               | 19               | 29,9             | 49,3             | 46,8             | 85,7             | 2,6              | 2,6              | 0,9              | 0,2              | 14,9             | 4              | 4              | 33,0           | 56,4           | 52,2           | 66,7           | 2,5            | 3,0            | 0,3            | 0,8            | 14,5           |
| 2022/23                                                                                  | Бруклин     | 61               | 7                | 19,9             | 46,3             | 40,5             | 92,7             | 1,6              | 1,6              | 0,6              | 0,1              | 9,2              | 3              | 0              | 19,3           | 52,6           | 33,3           | 66,7           | 1,0            | 2,0            | 0,0            | 0,0            | 8,3            |
| 2023/24                                                                                  | Даллас      | 36               | 3                | 12,7             | 37,2             | 36,3             | 89,5             | 1,4              | 0,8              | 0,5              | 0,1              | 4,3              | Не участвовал  | Не участвовал  | Не участвовал  | Не участвовал  | Не участвовал  | Не участвовал  | Не участвовал  | Не участвовал  | Не участвовал  | Не участвовал  | Не участвовал  |
| 2023/24                                                                                  | Шарлотт     | 8                | 1                | 19,9             | 44,1             | 32,1             | 91,7             | 2,0              | 1,8              | 0,6              | 0,4              | 9,0              | Не участвовал  | Не участвовал  | Не участвовал  | Не участвовал  | Не участвовал  | Не участвовал  | Не участвовал  | Не участвовал  | Не участвовал  | Не участвовал  | Не участвовал  |
| 2024/25                                                                                  | Шарлотт     | 68               | 14               | 15,6             | 47,8             | 45,6             | 84,6             | 1,7              | 0,9              | 0,4              | 0,1              | 6,5              | Не участвовал  | Не участвовал  | Не участвовал  | Не участвовал  | Не участвовал  | Не участвовал  | Не участвовал  | Не участвовал  | Не участвовал  | Не участвовал  | Не участвовал  |
|                                                                                          | Всего       | 550              | 224              | 22,5             | 47,1             | 43,3             | 86,3             | 2,0              | 1,9              | 0,7              | 0,1              | 10,0             | 41             | 16             | 26,1           | 52,4           | 46,8           | 80,5           | 1,9            | 1,6            | 0,7            | 0,2            | 11,6           |
| Наведите курсор мыши на аббревиатуры в заголовке таблицы, чтобы прочесть их расшифровку. |             |                  |                  |                  |                  |                  |                  |                  |                  |                  |                  |                  |                |                |                |                |                |                |                |                |                |                |                |

### Статистика в Джи-Лиге
| Сезон                                                                                    | Команда             | Регулярный сезон | Регулярный сезон | Регулярный сезон | Регулярный сезон | Регулярный сезон | Регулярный сезон | Регулярный сезон | Регулярный сезон | Регулярный сезон | Регулярный сезон | Регулярный сезон | Серия плей-офф | Серия плей-офф | Серия плей-офф | Серия плей-офф | Серия плей-офф | Серия плей-офф | Серия плей-офф | Серия плей-офф | Серия плей-офф | Серия плей-офф | Серия плей-офф |
| Сезон                                                                                    | Команда             | GP               | GS               | MPG              | FG%              | 3P%              | FT%              | RPG              | APG              | SPG              | BPG              | PPG              | GP             | GS             | MPG            | FG%            | 3P%            | FT%            | RPG            | APG            | SPG            | BPG            | PPG            |
| ---------------------------------------------------------------------------------------- | ------------------- | ---------------- | ---------------- | ---------------- | ---------------- | ---------------- | ---------------- | ---------------- | ---------------- | ---------------- | ---------------- | ---------------- | -------------- | -------------- | -------------- | -------------- | -------------- | -------------- | -------------- | -------------- | -------------- | -------------- | -------------- |
| 2013/14                                                                                  | Санта-Круз Уорриорз | 38               | 37               | 34,7             | 43,7             | 37,2             | 85,3             | 3,1              | 5,8              | 1,4              | 0,2              | 19,7             | 7              | 7              | 36,6           | 46,7           | 40,3           | 81,6           | 3,4            | 4,9            | 1,4            | 0,0            | 24,6           |
| 2014/15                                                                                  | Эри Бэйхокс         | 43               | 42               | 36,9             | 48,4             | 46,7             | 92,6             | 3,9              | 4,2              | 1,4              | 0,0              | 23,8             | Не участвовал  | Не участвовал  | Не участвовал  | Не участвовал  | Не участвовал  | Не участвовал  | Не участвовал  | Не участвовал  | Не участвовал  | Не участвовал  | Не участвовал  |
|                                                                                          | Всего               | 81               | 79               | 35,9             | 46,2             | 42,5             | 89,6             | 3,5              | 4,9              | 1,4              | 0,1              | 21,9             | 7              | 7              | 36,6           | 46,7           | 40,3           | 81,6           | 3,4            | 4,9            | 1,4            | 0,0            | 24,6           |
| Наведите курсор мыши на аббревиатуры в заголовке таблицы, чтобы прочесть их расшифровку. |                     |                  |                  |                  |                  |                  |                  |                  |                  |                  |                  |                  |                |                |                |                |                |                |                |                |                |                |                |

### Статистика в NCAA
| Сезон | Команда        | Conf           | Class          | GP  | GS  | MPG  | FG%  | 3P%  | FT%  | RPG | APG | SPG | BPG | PPG  |
| --- | -------------- | -------------- | -------------- | --- | --- | ---- | ---- | ---- | ---- | --- | --- | --- | --- | ---- |
| 2008/09 | Либерти Флэймз | Big South      | FR             | 35  | 34  | 36,5 | 41,7 | 34,7 | 83,2 | 4,4 | 2,3 | 1,4 | 0,3 | 20,2 |
| 2010/11 | Дьюк           | ACC            | SO             | 37  | 19  | 25,0 | 42,3 | 43,5 | 78,8 | 1,8 | 2,0 | 1,4 | 0,1 | 9,0  |
| 2011/12 | Дьюк           | ACC            | JR             | 34  | 32  | 30,2 | 42,0 | 38,3 | 87,3 | 2,6 | 2,4 | 1,3 | 0,2 | 13,2 |
| 2012/13 | Дьюк           | ACC            | SR             | 35  | 35  | 32,3 | 46,5 | 43,8 | 80,9 | 2,5 | 1,5 | 0,9 | 0,2 | 17,5 |
| Всего | Всего          | Всего          | Всего          | 141 | 120 | 20,6 | 43,1 | 39,4 | 82,7 | 1,9 | 1,4 | 0,8 | 0,1 | 9,9  |
| Либерти Флэймз | Либерти Флэймз | Либерти Флэймз | Либерти Флэймз | 35  | 34  | 36,5 | 41,7 | 34,7 | 83,2 | 4,4 | 2,3 | 1,4 | 0,3 | 20,2 |
| Дьюк | Дьюк           | Дьюк           | Дьюк           | 106 | 86  | 29,1 | 43,9 | 42,0 | 82,5 | 2,3 | 2,0 | 1,2 | 0,2 | 13,2 |
| Наведите курсор мыши на аббревиатуры в заголовке таблицы, чтобы прочесть их расшифровку Статистика приведена с сайта sports-reference.com |                |                |                |     |     |      |      |      |      |     |     |     |     |      |